# Роберт Мишкович
Роберт Мишкович (хорв. Robert Mišković, нар. 20 жовтня 1999, Інгольштадт) — німецький та хорватський футболіст, півзахисник чеського клубу «Банік» (Острава).

## Клубна кар'єра
Народився 20 жовтня 1999 року в німецькому місті Інгольштадт в родині хорватського футболіста Саші Мишковича, який грав у нижчолігових німецьких клубах. Роберт теж вирішив стати футболістом і займався футболом в клубах DJK Ingolstadt та «Інгольштадт 04».
У листопаді 2016 року повернувся на історичну батьківщину у Хорватію, ставши гравцем клубу «Осієк». 28 квітня 2018 року Роберт дебютував на дорослому рівні в матчі чемпіонату Хорватії проти «Локомотиви» (0:1).
Згодом Мишкович здавався в оренди в інші хорватські клуби «Рудеш», «Інтер» (Запрешич) та «Динамо» (Загреб).

## Виступи за збірну
2018 року виступав у складі юнацької збірної Хорватії (U-20), загалом на юнацькому рівні взяв участь у 4 товариських іграх.